# Paphiopedilum petchleungianum
Paphiopedilum petchleungianum là một loài thực vật có hoa trong họ Lan. Loài này được O.Gruss mô tả khoa học đầu tiên năm 2001.